# Nightmare Diaries
Nightmare Diaries  es el segundo álbum de larga duración de la banda noruega Ancestral Legacy, publicado bajo el sello británico Femme Metal Records el 1 de marzo de 2010, después de firmar un contrato en diciembre de 2008.
Nightmare Diaries fue grabado a finales de 2007 y masterizado a mediados de 2008 por el guitarrista Knut Magne Valle (Arcturus, Ulver, Fleurety) en Mølla Estudio en Gjerstad. Sin embargo, no se publicó hasta casi un año y medio más tarde, debido a retrasos en la producción.
Es el último álbum grabado con la cantante Elin Anita Omholt, quien dejó la banda en el otoño de 2008.

## Versiones
El álbum fue lanzado en dos versiones: CD y Promo. La versión especial de Promo incluye una funda de plástico con una imagen de la portada en dos caras,  con la palabra inserta "COPY PROMO" en papel en letras blancas. El reverso tiene la imagen de la banda, una breve biografía e información del álbum.

## Lista de canciones
| N.º | Título                               | Duración |  |
| 1.  | «Out Of The Dark And Into The Night» | 6:11     |  |
| 2.  | «Separate Worlds»                    | 5:43     |  |
| 3.  | «Chosen Destiny»                     | 5:25     |  |
| 4.  | «Perhaps In Death»                   | 7:25     |  |
| 5.  | «Trapped Within The Wind»            | 2:49     |  |
| 6.  | «Done»                               | 5:30     |  |
| 7.  | «Still»                              | 6:33     |  |
| 8.  | «TTomorrow's Chance»                 | 4:50     |  |
| 9.  | «.My Departed»                       | 5:21     |  |
| 10. | «The Shadow Of The Cross»            | 6:21     |  |

## Personal

### Ancestral Legacy
- Elin Anita Omholt - Vocals (female)
- Eddie Risdal - Guitars, Vocals (harsh)
- Tor Larsen – Guitar
- Anton Dead – Bass
- Christopher Midtsvéen Vigre - Drums

### Músicos invitados
- Knut Magne Valle - Guitar solo on "Out Of The Dark And Into The Night", effects
- Silje - Child's cry on "Still"
- Jason Deaville - Spoken parts on "...My Departed"

### Producción e ingeniería
- Produced by Ancestral Legacy
- Remixed & remastered by Knut Magne Valle